# Chryzant (arcybiskup Cypru)
Chryzant (zm. 1810) – zwierzchnik Cypryjskiego Kościoła Prawosławnego w latach 1767–1810.

## Życiorys
Urząd arcybiskupa Nowej Justyniany i całego Cypru objął po ucieczce arcybiskupa Paisjusza, zbiegłego przed tureckim nakazem aresztowania. Wcześniej przez dwa lata był metropolitą Pafos. W czasie sprawowania obowiązków starał się bronić greckiej społeczności Cypru przed represjami ze strony Turcji. Przyczynił się do renowacji jednego z najważniejszych prawosławnych klasztorów Cypru – monasteru w Omodos, jak również innych świątyń wyspy.